# Hantzschsche Dihydropyridinsynthese
Die Hantzschsche Dihydropyridinsynthese (auch Hantzsch’sche Dihydropyridinsynthese) ist eine Namensreaktion in der Organischen Chemie, die nach ihrem Entdecker Arthur Hantzsch (1857–1935) benannt wurde. Mit dieser Reaktion wird 1,4-Dihydropyridin oder eines seiner Derivate synthetisiert.

## Namensvarianten
Da die gebildeten 1,4-Dihydropyridine bereits mit milden Oxidationsmitteln zu Pyridinen umgesetzt werden können, wird gelegentlich die Bezeichnung Hantzschsche Pyridinsynthese verwendet. Eine Bezeichnung „Hantzsch-Reaktion“ ist ungeeignet um von Hantzschscher Pyrrol-Synthese oder Hantzschscher Thiazol-Synthese zu unterscheiden.

## Übersichtsreaktion
Bei dieser Reaktion werden eine β-Ketocarbonylverbindung 1, 4, ein Aldehyd 3 und Ammoniak 2 (oder ein primäres aliphatisches Amin)  im Verhältnis 2:1:1 miteinander zur Reaktion gebracht.

## Mechanismus
Bei der Reaktion gehen sowohl die β-Ketocarbonylverbindung 1 und Ammoniak 2 als auch die β-Ketocarbonylverbindung 4 und der Aldehyd 3 eine Art Knoevenagel-Reaktion ein. Aus Ammoniak entsteht ein Enamin 6. Der Aldehyd reagiert zu einer ungesättigten Carbonylverbindung 7. Die beiden ersten Reaktionsprodukte 6, 7 reagieren in einer Art Michael-Addition weiter zu einem Dihydropyridin oder einem seiner Derivate 5.
Als Rest R1 werden Alkyl- oder O-Alkylgruppen und als R2 und R3 werden Alkyl- oder Arylgruppen verwendet.
Die Synthese pharmakologisch relevanter Dihydropyridine ist auf diese Weise elegant möglich. Um beispielsweise zum Nifedipin zu gelangen, verwendet man 2-Nitrobenzaldehyd als Aldehydkomponente, Acetessigsäuremethylester als β-Ketocarbonylverbindung und Ammoniak.